# 布列斯特-立陶夫斯克条约 (乌克兰-同盟国)
1918年3月3日，蘇維埃政權與中央同盟國的布列斯特-立陶夫斯克条约签署前，中央同盟国先与剛從俄羅斯獨立的乌克兰人民共和国于同年2月9日在布列斯特签署了排他性保护国条约，该条约承认乌克兰共和国的主权。虽然形式上德意志帝国和奥匈帝国并未将原俄罗斯帝国的乌克兰兼并，但是在实际上同盟国通过此条约以作为乌克兰的保护国为交换得以确保来自乌克兰的粮食供给。
在乌克兰與中央同盟国的布列斯特-立陶夫斯克条约签署3天後, 1918年2月12日在布爾什維克於烏克蘭東部地區建立的一個共产主义國家頓涅茨克-克里沃羅格蘇維埃共和國。
1. ↑  （俄語） Whom belong Brest in 1918? Argument among Ukraine, Belarus, and Germany. Ukrayinska Pravda, 25 March 2011.